# Kita, Tokyo
Kita (北区 (Bắc khu) Kita-ku) là một trong 23 khu đặc biệt của Tokyo. Như tên gọi, nó nằm ở phía bắc của 23 khu đặc biệt.
Tính đến năm 2010, khu này có 334.327 người và mật độ 16.240 người/km². Tổng diện tích 20.59 km².

## Người nổi tiếng
- Abe Kōbō, tiểu thuyết gia
- Nakamura Tempu, nhà văn, nhà triết học, người mang yoga đến Nhật Bản
- Kodama Kiyoshi (児玉清), diễn viên
- Fukada Kyoko, người mẫu, diễn viên, ca sĩ
- Baisho Chieko, diễn viên, ca sĩ
- Hayashibara Megumi, ca sĩ idol, seiyu
- Kuwahara Yoshiyuki, cầu thủ bóng đá
- Furutachi Ichiro, người dẫn chương trình
- Tokashiki Ramu (渡嘉敷来夢), vận động viên bóng rổ
- Maclean Kita chính khách